# Рябо
Рябо (или Рябово, Рябозеро, Рябовское, Рябое) — пресное озеро в Южском районе Ивановской области. Находится в 13 км северо-западнее г. Южа, в 7,6 км западнее д. Петушки, в 4 км западнее д. Пашки, возле урочища Рябово, в границах Мугреево-Никольского сельского поселения, на высоте 105 (по другим данным — 106) м над уровнем моря.
Площадь озера — 0,077 км². Средняя глубина озера — 6,17 м, максимальная глубина — 18,5 м. Объём воды — 0,000469 км³.

## Описание
Название озера Рябо произошло от эстонского слова «Raba» — болото, топь. Иногда дается и иное толкование данного гидронима: якобы озеро получило название за рябь, образующуюся при слабом ветре. Местные жители называют озеро «Даркино».
Озеро овальной формы, карстового (провального) происхождения. Питание озера снеговое, дождевое и грунтовое. Оно подпитывается водой из болота Рябо, которое входит в состав ООПТ «Озеро и болото Рябо».
Также в озере имеется несколько родников.
К озеру с северо-запада примыкает «провал», который отделён от озера островком заболоченного леса. «Провал» является заросшим сплавным озером, которое ранее составляло единое целое с озером Рябо.
Озеро относится к проточным. В него впадают несколько небольших ручейков, берущих начало из болота Рябо.
Из озера вытекает неширокая протока под названием — Горло. На расстоянии около 500 м на юго-запад, протока соединяется с небольшой лесной рекой Шабалихой, куда сбрасывается избыток талых и дождевых вод. Эта река берёт начало в Палехском районе, течёт небольшим ручейком, с плёсами и широкой поймой, затем теряется в болоте Лисиха, из которого вытекает небольшой речкой и впадает в Ламское озеро.
По трофности озеро Рябо относится к дистрофным водоёмам. Вода в озере имеет желтовато-красноватый оттенок, но чистая.
Берега озера в основном крутые и высокие, что характерно для карстовых озер. Крутизна берегов достигает 70°. Все берега имеют торфяную сплавину шириной около 20 метров, редко поросшую деревьями и кустарниками. Поэтому берега озера практически непроходимые.
Территорию ООПТ редко посещают рыболовы, охотники, грибники и ягодники в связи с удалённостью от транспортных коммуникаций. Ежегодно её посещают байкеры.

## Флора и фауна
Во флоре ООПТ насчитывается более 220 видов сосудистых растений. Среди них 4 вида включены в Красную книгу Ивановской области: гроздовник полулунный, осока плетевидная, осока двусеменная, пузырчатка малая. Ещё 14 видов являются редкими для флоры Ивановской области, нуждающимися в охране. В целом в составе флоры преобладают представители отдела покрытосеменные, составляющие 97,7 % всего видового состава.
Одной из интереснейших находок на территории ООПТ является обнаружение чины гороховидной. Крупная популяция этого вида была найдена в верхней части пологого склона северо-западного берега озера.
Ихтиофауна озера небогата. В 2014 году было отмечено 3 вида рыб: щука, речной окунь, плотва. Рыбы имеют темный оттенок. Возможно, в озере и прилегающих к нему небольших временных водоёмах обитает небольшая рыба — озёрный гольян, вид, который включён в Красную книгу Ивановской области. Раньше в озере встречались крупные сомы, однако в последние годы их в озере не вылавливают.